# 沈西苓
沈西苓（1904年—1940年12月17日），原名沈学诚，男，浙江德清人，中国电影导演，编剧。

## 生平
1904年生于浙江省德清县。原名沈学诚。毕业于浙江甲种工业学校，之后曾留学日本，进入东京美术学校学习。1928年回国后与沈端先（夏衍）、郑伯奇、陶晶荪等组织上海艺术剧社，导演了话剧《爱与死的角逐》，并参加过《炭坑夫》等剧目演出。1930年参与组建中国左翼作家联盟。同年，他碰巧遇上天一影片公司招考导演、演员和美工，他改名沈西苓投考美工师被录取。从此开始接触电影，并对电影编导艺术进行探索和研究。曾为影片《歌场春色》、《有妇之夫》担任美术师。
1933年，他进明星公司自编自导了影片《女性的呐喊》，之后又执导了影片《上海二十四小时》，编导了《女儿经》（合作）、《乡愁》、《船家女》、《十字街头》、《中华儿女》等影片。还导演过《怒吼吧，中国》、《武则天》、《保卫芦沟桥》、《民族万岁》、《塞上风云》等话剧和舞台戏。他还曾在报刊上发表《关于电影的几个意见》、《一九三二年中国电影界的总清算与一九三三年的新期望》、《电影的A、B、C》、《谈谈电影——献给不注意电影的国人》等理论文章。还翻译过一些外国电影作品。
1938年1月当选为中华全国电影界抗敌协会理事，同年任中国电影制片厂特约编导委员。1940年12月17日在重庆病逝，年仅36岁。

## 作品
| 年份   | 片名           | 注释 |
| ------ | -------------- | ---- |
| 1934年 | 女兒經         |      |
| 1934年 | 上海二十四小时 |      |
| 1935年 | 熱血忠魂       |      |
| 1935年 | 船家女         |      |
| 1937年 | 十字街头       |      |